# Samson Kiflemariam
Samson Kiflemariam Gashazghi (* 23. Januar 1984 in Quazien, Maekel) ist ein eritreischer Leichtathlet.

## Werdegang
Samson Kiflemariam nahm 2002 und 2003 an den Juniorenweltmeisterschaften im Crosslauf teil. Bei den Leichtathletik-Juniorenweltmeisterschaften 2002 er über 10.000 Meter den zehnten Platz.
Über 5000 Meter trat er bei den Olympischen Spielen 2004 in Athen und bei den Weltmeisterschaften 2005 in Helsinki an. Fortan konzentrierte sich mehr auf den Straßen- und Crosslauf. So wurde er bei den Halbmarathon-Weltmeisterschaften 2004 Fünfzehnter und bei den Straßenlauf-Weltmeisterschaften 2007 Sechzehnter. Des Weiteren konnte er bei seinen fünf Teilnahmen an den Crosslauf-Weltmeisterschaften mit dem Team 2004 und 2009 die Bronzemedaille gewinnen.
Bei den Berglauf-Weltmeisterschaften 2010 im slowenischen Kamnik konnte er sowohl in der Einzel- als auch in der Mannschaftswertung den Weltmeistertitel gewinnen.